# Phở xào
Le phở xào est un plat nord-vietnamien, variante sautée du phở (soupe de nouilles de riz) et agrémenté de légumes frais. On le trouve principalement préparé avec de la viande de bœuf (phở xào bò).